# Cyrtopholis flavostriata
Cyrtopholis flavostriata är en spindelart som beskrevs av Schmidt 1995. Cyrtopholis flavostriata ingår i släktet Cyrtopholis och familjen fågelspindlar.
Artens utbredningsområde är Jungfruöarna. Inga underarter finns listade i Catalogue of Life.